# Iliás Bekbulátov
Iliás Idrísovich Bekbulátov –en ruso, Ильяс Идрисович Бекбулатов– (Kayakent, 12 de agosto de 1990) es un deportista ruso de origen cumuco que compite en lucha libre. Ganó una medalla de bronce en los Juegos Europeos de Bakú 2015 y tres medallas en el Campeonato Europeo de Lucha entre los años 2013 y 2018.

## Palmarés internacional
| Juegos Europeos    | Juegos Europeos   | Juegos Europeos   | Juegos Europeos |
| Año                | Lugar             | Medalla           | Categoría       |
| ------------------ | ----------------- | ----------------- | --------------- |
| 2015               | Bakú (Azerbaiyán) | Medalla de bronce | 65 kg           |
| Campeonato Europeo |                   |                   |                 |
| Año                | Lugar             | Medalla           | Categoría       |
| 2013               | Tiflis (Georgia)  | Medalla de bronce | 66 kg           |
| 2017               | Novi Sad (Serbia) | Medalla de oro    | 65 kg           |
| 2018               | Kaspisk (Rusia)   | Medalla de plata  | 65 kg           |